# S・R・シュリニヴァーサ・ヴァラダン
S・R・シュリニヴァーサ・ヴァラダン（Sathamangalam Ravi Srinivasa Varadhan、1940年1月2日 - ）は、インド系アメリカ人の数学者である。

## 来歴
インドのチェンナイで生まれた。1959年にチェンナイのマドラス大学で学士号を得、1963年にはインド統計大学で博士号を取得した。博士論文の審査はアンドレイ・コルモゴロフが行った。1963年から現在まではニューヨーク大学で研究を行っている。
ヴァラダンはDaniel W. Stroockとともに行った拡散過程の研究で知られ、その研究の成果で1996年にアメリカ数学会よりスティール賞を受賞した。またMonroe Donskerと行った大偏差理論の研究で2007年3月22日にアーベル賞を受賞した。
ヴァラダンは全米科学アカデミーの会員である。1998年王立協会フェロー選出。